# Deuxième circonscription de l'Isère
La deuxième circonscription de l'Isère est l'une des 10 circonscriptions législatives françaises que compte le département de l'Isère (38) situé en région Auvergne-Rhône-Alpes. Elle est située entièrement dans la métropole de Grenoble.

## Description géographique et démographique

### De 1958 à 1986
Le département avait sept circonscriptions.
La deuxième circonscription de l'Isère était composée de :
- canton de Grenoble-Sud

Source : Journal Officiel du 14-15 Octobre 1958.

### Depuis 1988
La deuxième circonscription de l'Isère est délimitée par le découpage électoral de la loi no 86-1197 du 24 novembre 1986
, elle regroupe les divisions administratives suivantes : 
- Canton d'Échirolles-Est
- Canton d'Échirolles-Ouest
- Canton d'Eybens
- Canton de Saint-Martin-d'Hères-Nord
- Canton de Saint-Martin-d'Hères-Sud
- Canton de Vizille (à l'exception de la commune de Chamrousse depuis le redécoupage électoral de 2010).

D'après le recensement général de la population en 1999, réalisé par l'Institut national de la statistique et des études économiques (INSEE), la population de cette circonscription est estimée à 117 442 habitants,.

## Historique des députations
| Législature | Début de mandat | Fin de mandat  | Député                 | Parti politique | Observations |
| ----------- | --------------- | -------------- | ---------------------- | --------------- | --- |
| Ire         | 9 décembre 1958 | 9 octobre 1962 | Jean Vanier            | UNR             | Mandat écourté à la suite d'une dissolution parlementaire décidée par Charles de Gaulle. |
| IIe         | 6 décembre 1962 | 2 avril 1967   | Jean Vanier            | UNR-UDT         | |
| IIIe        | 3 avril 1967    | 30 mai 1968    | Pierre Mendès France   | App. FGDS       | Mandat écourté à la suite d'une dissolution parlementaire décidée par Charles de Gaulle. |
| IVe         | 11 juillet 1968 | 1er avril 1973 | Jean-Marcel Jeanneney  | UDR             | nommé au gouvernement en aout 1968, Remplacé par Pierre Volumard |
| Ve          | 2 avril 1973    | 2 avril 1978   | Hubert Dubedout        | PS              | |
| VIe         | 3 avril 1978    | 22 mai 1981    | Hubert Dubedout        | App. PS         | Mandat écourté à la suite d'une dissolution parlementaire décidée par François Mitterrand. |
| VIIe        | 2 juillet 1981  | 1er avril 1986 | Hubert Dubedout        | PS              | Remplacé par son suppléant Bernard Montergnole en 1983. |
| VIIIe       | 2 avril 1986    | 14 mai 1988    | Aucun                  |                 | Proportionnelle par département, pas de député par circonscription Proportionnelle par département, pas de député par circonscription. Mandat écourté à la suite d'une dissolution parlementaire décidée par François Mitterrand. |
| IXe         | 23 juin 1988    | 1er avril 1993 | Jean-Pierre Luppi      | PS              | |
| Xe          | 2 avril 1993    | 21 avril 1997  | Gilbert Biessy,        | PCF,            | Mandat écourté à la suite d'une dissolution parlementaire décidée par Jacques Chirac. |
| XIe         | 12 juin 1997    | 18 juin 2002   | Gilbert Biessy         | PCF             | |
| XIIe        | 19 juin 2002    | 19 juin 2007   | Gilbert Biessy,        | PCF,            | |
| XIIIe       | 20 juin 2007    | 19 juin 2012   | Michel Issindou        | PS              | |
| XIVe        | 20 juin 2012    | 20 juin 2017   | Michel Issindou        | PS              | |
| XVe         | 21 juin 2017    | 21 juin 2022   | Jean-Charles Colas-Roy | LREM            | |
| XVIe        | 22 juin 2022    | 9 juin 2024    | Cyrielle Chatelain     | EÉLV/LÉ         | Mandat écourté à la suite d'une dissolution parlementaire décidée par Emmanuel Macron. |
| XVIIe       | 8 juillet 2024  | En cours       | Cyrielle Chatelain     | LÉ              | |

## Historique des élections

### Élections de 1958
| Candidat       | Candidat        | Parti          | Premier tour | Premier tour | Second tour | Second tour |  |
| Candidat       | Candidat        | Parti          | Voix         | %            | Voix        | %           |  |
| -------------- | --------------- | -------------- | ------------ | ------------ | ----------- | ----------- |  |
|                | Jean Vanier élu | UNR            | 12 749       | 26,63        | 33 251      | 70,99       |  |
|                | André Dufour    | PCF            | 11 243       | 23,48        | 13 589      | 29,01       |  |
|                | Robert Saul     | CNIP           | 10 134       | 21,16        | Retrait     | Retrait     |  |
|                | Alix Berthet    | SFIO           | 7 063        | 14,75        | Retrait     | Retrait     |  |
|                | Germaine Voisin | MRP            | 3 788        | 7,91         | Retrait     | Retrait     |  |
|                | François Lanat  | Modérés        | 2 024        | 4,23         |             |             |  |
|                | Lucien Borie    | CR             | 606          | 1,27         |             |             |  |
|                | Roger Lefèvre   | Divers         | 274          | 0,57         |             |             |  |
|                |                 |                |              |              |             |             |  |
| Inscrits       | Inscrits        | Inscrits       | 65 962       | 100,00       | 65 960      | 100,00      |  |
| Abstentions    | Abstentions     | Abstentions    | 17 311       | 26,24        | 17 788      | 26,97       |  |
| Votants        | Votants         | Votants        | 48 651       | 73,76        | 48 172      | 73,03       |  |
| Blancs et nuls | Blancs et nuls  | Blancs et nuls | 770          | 1,58         | 1 332       | 2,77        |  |
| Exprimés       | Exprimés        | Exprimés       | 47 881       | 98,42        | 46 840      | 97,23       |  |

Le suppléant de Jean Vanier était le Docteur Albert Michallon.

### Élections de 1962
| Candidat       | Candidat                  | Parti          | Premier tour | Premier tour | Second tour | Second tour |  |
| Candidat       | Candidat                  | Parti          | Voix         | %            | Voix        | %           |  |
| -------------- | ------------------------- | -------------- | ------------ | ------------ | ----------- | ----------- |  |
|                | Jean Vanier sortant réélu | UNR-UDT        | 17 346       | 38,58        | 26 693      | 57,77       |  |
|                | André Dufour              | PCF            | 11 433       | 25,43        | 19 515      | 42,23       |  |
|                | Robert Saul               | CNIP           | 3 592        | 7,99         | Retrait     | Retrait     |  |
|                | Hippolyte Fayolle         | SFIO           | 3 589        | 7,98         | Retrait     | Retrait     |  |
|                | Louis Abric               | PSU            | 3 067        | 6,82         | Retrait     | Retrait     |  |
|                | Maurice Vial              | MRP            | 2 912        | 6,48         | Retrait     | Retrait     |  |
|                | Jean Rafine               | CR             | 1 648        | 3,67         |             |             |  |
|                | Aimé Vernet               | Radsoc         | 1 041        | 2,32         |             |             |  |
|                | François Roche            | Divers         | 332          | 0,74         |             |             |  |
|                |                           |                |              |              |             |             |  |
| Inscrits       | Inscrits                  | Inscrits       | 72 565       | 100,00       | 72 567      | 100,00      |  |
| Abstentions    | Abstentions               | Abstentions    | 26 736       | 36,84        | 23 410      | 32,26       |  |
| Votants        | Votants                   | Votants        | 45 829       | 63,16        | 49 157      | 67,74       |  |
| Blancs et nuls | Blancs et nuls            | Blancs et nuls | 869          | 1,9          | 2 949       | 6           |  |
| Exprimés       | Exprimés                  | Exprimés       | 44 960       | 98,1         | 46 208      | 94          |  |

Le suppléant de Jean Vanier était Albert Michallon.

### Élections de 1967
| Candidat       | Candidat                 | Parti          | Premier tour | Premier tour | Second tour | Second tour |  |
| Candidat       | Candidat                 | Parti          | Voix         | %            | Voix        | %           |  |
| -------------- | ------------------------ | -------------- | ------------ | ------------ | ----------- | ----------- |  |
|                | Jean Vanier sortant      | UD-Ve          | 24 108       | 38,01        | 28 879      | 45,81       |  |
|                | Pierre Mendès France élu | PSU            | 21 518       | 33,92        | 34 157      | 54,19       |  |
|                | Jean Giard               | PCF            | 13 113       | 20,67        | Retrait     | Retrait     |  |
|                | Maurice Lançon           | ARLP           | 3 161        | 4,98         |             |             |  |
|                | Louis Abric              | Modérés        | 1 531        | 2,41         |             |             |  |
|                |                          |                |              |              |             |             |  |
| Inscrits       | Inscrits                 | Inscrits       | 83 896       | 100,00       | 83 896      | 100,00      |  |
| Abstentions    | Abstentions              | Abstentions    | 19 346       | 23,06        | 19 092      | 22,76       |  |
| Votants        | Votants                  | Votants        | 64 550       | 76,94        | 64 804      | 77,24       |  |
| Blancs et nuls | Blancs et nuls           | Blancs et nuls | 1 119        | 1,73         | 1 768       | 2,73        |  |
| Exprimés       | Exprimés                 | Exprimés       | 63 431       | 98,27        | 63 036      | 97,27       |  |

Le suppléant de Pierre Mendès France était Guy Névache, avocat à Grenoble.

### Élections de 1968
| Candidat       | Candidat                     | Parti                     | Premier tour | Premier tour | Second tour | Second tour |  |
| Candidat       | Candidat                     | Parti                     | Voix         | %            | Voix        | %           |  |
| -------------- | ---------------------------- | ------------------------- | ------------ | ------------ | ----------- | ----------- |  |
|                | Jean-Marcel Jeanneney élu    | UDR (URP)                 | 22 707       | 36,85        | 31 059      | 50,11       |  |
|                | Pierre Mendès France sortant | PSU                       | 19 567       | 31,75        | 30 928      | 49,89       |  |
|                | Jean Giard                   | PCF                       | 10 715       | 17,39        | Retrait     | Retrait     |  |
|                | Jean Vanier                  | Divers droite (Gaulliste) | 6 559        | 10,64        |             |             |  |
|                | Louis Abric                  | Modérés                   | 2 071        | 3,36         |             |             |  |
|                |                              |                           |              |              |             |             |  |
| Inscrits       | Inscrits                     | Inscrits                  | 83 166       | 100,00       | 83 166      | 100,00      |  |
| Abstentions    | Abstentions                  | Abstentions               | 20 671       | 24,86        | 20 007      | 24,06       |  |
| Votants        | Votants                      | Votants                   | 62 495       | 75,14        | 63 159      | 75,94       |  |
| Blancs et nuls | Blancs et nuls               | Blancs et nuls            | 876          | 1,4          | 1 172       | 1,86        |  |
| Exprimés       | Exprimés                     | Exprimés                  | 61 619       | 98,6         | 61 987      | 98,14       |  |

Le suppléant de Jean-Marcel Jeanneney était Pierre Volumard, ingénieur en chef EDF. Pierre Volumard remplaça Jean-Marcel Jeanneney, nommé membre du gouvernement, du 13 août 1968 au 1er avril 1973.

### Élections de 1973
| Candidat       | Candidat                | Parti                     | Premier tour | Premier tour | Second tour | Second tour |  |
| Candidat       | Candidat                | Parti                     | Voix         | %            | Voix        | %           |  |
| -------------- | ----------------------- | ------------------------- | ------------ | ------------ | ----------- | ----------- |  |
|                | Hubert Dubedout élu     | PS (UGSD)                 | 20 904       | 30,23        | 40 953      | 58,22       |  |
|                | Pierre Volumard sortant | UDR (URP)                 | 17 516       | 25,33        | 29 387      | 41,78       |  |
|                | Jean Giard              | PCF                       | 16 546       | 23,93        | Retrait     | Retrait     |  |
|                | Jean Rouge              | Rad (MR)                  | 6 854        | 9,91         |             |             |  |
|                | Claude Reichman         | CDP                       | 5 138        | 7,43         |             |             |  |
|                | Jean-Louis Dion         | LCR                       | 975          | 1,41         |             |             |  |
|                | Pierre Broué            | OCT                       | 753          | 1,09         |             |             |  |
|                | Henri Ben-Saïd          | Divers droite (Gaulliste) | 457          | 0,66         |             |             |  |
|                |                         |                           |              |              |             |             |  |
| Inscrits       | Inscrits                | Inscrits                  | 92 217       | 100,00       | 92 224      | 100,00      |  |
| Abstentions    | Abstentions             | Abstentions               | 21 714       | 23,55        | 19 819      | 21,49       |  |
| Votants        | Votants                 | Votants                   | 70 503       | 76,45        | 72 405      | 78,51       |  |
| Blancs et nuls | Blancs et nuls          | Blancs et nuls            | 1 360        | 1,93         | 2 065       | 2,85        |  |
| Exprimés       | Exprimés                | Exprimés                  | 69 143       | 98,07        | 70 340      | 97,15       |  |

Le suppléant d'Hubert Dubedout était Guy Névache.
Pierre Mendès France avait été investi par le PS en 1972, mais avait finalement décidé de ne pas être candidat.

### Élections de 1978
| Candidat       | Candidat                      | Parti          | Premier tour | Premier tour | Second tour | Second tour |  |
| Candidat       | Candidat                      | Parti          | Voix         | %            | Voix        | %           |  |
| -------------- | ----------------------------- | -------------- | ------------ | ------------ | ----------- | ----------- |  |
|                | Hubert Dubedout sortant réélu | PS             | 22 318       | 26,79        | 47 649      | 55,73       |  |
|                | Alain Carignon                | RPR            | 22 195       | 26,65        | 37 844      | 44,27       |  |
|                | Joseph Blanchon               | PCF            | 21 327       | 25,6         | Retrait     | Retrait     |  |
|                | Jean Rouge                    | UDF (Rad)      | 8 185        | 9,83         |             |             |  |
|                | Edmond Arsenne                | Écologie 78    | 2 995        | 3,6          |             |             |  |
|                | Geneviève Jonot               | PSU (FA)       | 2 216        | 2,66         |             |             |  |
|                | Thérèse Tronquoy              | Extrême droite | 862          | 1,03         |             |             |  |
|                | Françoise Lainez              | LO             | 698          | 0,84         |             |             |  |
|                | Maxime Delaye                 | FN             | 634          | 0,76         |             |             |  |
|                | André Vendran                 | PSD            | 612          | 0,73         |             |             |  |
|                | Jean-Paul Lajarrige           | LCR            | 426          | 0,51         |             |             |  |
|                | Gérard Manochine              | PFN            | 353          | 0,42         |             |             |  |
|                | Arlette Silvestri             | UGP            | 272          | 0,33         |             |             |  |
|                | Jean-Claude Cherhal           | UOPDP          | 200          | 0,24         |             |             |  |
|                |                               |                |              |              |             |             |  |
| Inscrits       | Inscrits                      | Inscrits       | 106 024      | 100,00       | 106 023     | 100,00      |  |
| Abstentions    | Abstentions                   | Abstentions    | 21 495       | 20,27        | 18 777      | 17,71       |  |
| Votants        | Votants                       | Votants        | 84 529       | 79,73        | 87 246      | 82,29       |  |
| Blancs et nuls | Blancs et nuls                | Blancs et nuls | 1 236        | 1,46         | 1 753       | 2,01        |  |
| Exprimés       | Exprimés                      | Exprimés       | 83 293       | 98,54        | 85 493      | 97,99       |  |

Le suppléant d'Hubert Dubedout était Bernard Montergnole, adjoint au maire d'Échirolles.

### Élections de 1981
| Candidat       | Candidat                      | Parti             | Premier tour | Premier tour | Second tour | Second tour |  |
| Candidat       | Candidat                      | Parti             | Voix         | %            | Voix        | %           |  |
| -------------- | ----------------------------- | ----------------- | ------------ | ------------ | ----------- | ----------- |  |
|                | Hubert Dubedout sortant réélu | PS                | 27 766       | 41,08        | 44 843      | 61,63       |  |
|                | Alain Carignon                | RPR (UNM)         | 23 576       | 34,89        | 27 923      | 38,37       |  |
|                | Joseph Blanchon               | PCF               | 12 351       | 18,28        |             |             |  |
|                | Jean Jonot                    | Divers écologiste | 2 573        | 3,81         |             |             |  |
|                | Roland Calmel                 | LO                | 533          | 0,79         |             |             |  |
|                | Anne-Marie Eche               | LCR               | 506          | 0,75         |             |             |  |
|                | Philippe Orard                | Divers gauche     | 283          | 0,42         |             |             |  |
|                |                               |                   |              |              |             |             |  |
| Inscrits       | Inscrits                      | Inscrits          | 109 182      | 100,00       | 109 182     | 100,00      |  |
| Abstentions    | Abstentions                   | Abstentions       | 40 943       | 37,5         | 35 208      | 32,25       |  |
| Votants        | Votants                       | Votants           | 68 239       | 62,5         | 73 974      | 67,75       |  |
| Blancs et nuls | Blancs et nuls                | Blancs et nuls    | 651          | 0,95         | 1 208       | 1,63        |  |
| Exprimés       | Exprimés                      | Exprimés          | 67 588       | 99,05        | 72 766      | 98,37       |  |

Le suppléant d'Hubert Dubedout était Bernard Montergnole. Bernard Montergnole remplaça Hubert Dubedout, parlementaire en mission plus de six mois, du 4 décembre 1983 au 1er avril 1986.

### Élections de 1988
| Candidat       | Candidat              | Parti           | Premier tour | Premier tour | Second tour | Second tour |  |
| Candidat       | Candidat              | Parti           | Voix         | %            | Voix        | %           |  |
| -------------- | --------------------- | --------------- | ------------ | ------------ | ----------- | ----------- |  |
|                | Jean-Pierre Luppi élu | PS              | 14 933       | 39,19        | 24 933      | 62,74       |  |
|                | Yves Machefaux        | UDF (Rad) (URC) | 9 798        | 25,67        | 14 440      | 37,25       |  |
|                | Jean Giard sortant    | PCF             | 8 859        | 23,21        | Retrait     | Retrait     |  |
|                | Michel d'Ornano       | FN              | 4 584        | 12,00        |             |             |  |
|                |                       |                 |              |              |             |             |  |
| Inscrits       | Inscrits              | Inscrits        | 61 806       | 100,00       | 61 198      | 100,00      |  |
| Abstentions    | Abstentions           | Abstentions     | 22 903       | 37,06        | 20 518      | 33,53       |  |
| Votants        | Votants               | Votants         | 38 903       | 62,94        | 40 680      | 66,47       |  |
| Blancs et nuls | Blancs et nuls        | Blancs et nuls  | 729          | 1,87         | 1 307       | 3,21        |  |
| Exprimés       | Exprimés              | Exprimés        | 38 174       | 98,13        | 39 373      | 96,79       |  |

Le suppléant de Jean-Pierre Luppi était Bernard Montergnole.

### Élections de 1993
| Candidat       | Candidat                  | Parti          | Premier tour | Premier tour | Second tour | Second tour |  |
| Candidat       | Candidat                  | Parti          | Voix         | %            | Voix        | %           |  |
| -------------- | ------------------------- | -------------- | ------------ | ------------ | ----------- | ----------- |  |
|                | Leslie Chalier            | UDF (PR)       | 10 251       | 25,4         | 17 625      | 43,61       |  |
|                | Gilbert Biessy élu        | PCF            | 8 365        | 20,73        | 22 788      | 56,39       |  |
|                | Jean-Pierre Luppi sortant | PS (ADFP)      | 7 889        | 19,55        |             |             |  |
|                | Michel d'Ornano           | FN             | 5 636        | 13,97        |             |             |  |
|                | Cédric Philibert          | GÉ (EÉ)        | 3 902        | 9,67         |             |             |  |
|                | Pierre Bon                | UÉD            | 1 635        | 4,05         |             |             |  |
|                | Gilbert Montel            | LO             | 1 111        | 2,75         |             |             |  |
|                | Didier Baudin             | LT-LNÉ         | 1 046        | 2,59         |             |             |  |
|                | Jérôme Marchal            | MDD            | 402          | 1            |             |             |  |
|                | Janine Combes-Monier      | PLN            | 121          | 0,3          |             |             |  |
|                |                           |                |              |              |             |             |  |
| Inscrits       | Inscrits                  | Inscrits       | 64 618       | 100,00       | 64 618      | 100,00      |  |
| Abstentions    | Abstentions               | Abstentions    | 21 980       | 34,02        | 21 393      | 33,11       |  |
| Votants        | Votants                   | Votants        | 42 638       | 65,98        | 43 225      | 66,89       |  |
| Blancs et nuls | Blancs et nuls            | Blancs et nuls | 2 280        | 5,35         | 2 812       | 6,51        |  |
| Exprimés       | Exprimés                  | Exprimés       | 40 358       | 94,65        | 40 413      | 93,49       |  |

Le suppléant de Gilbert Biessy était Alfred Gryelec, conseiller général, maire de Vizille.

### Élections de 1997
| Candidat       | Candidat                     | Parti          | Premier tour | Premier tour | Second tour | Second tour |  |
| Candidat       | Candidat                     | Parti          | Voix         | %            | Voix        | %           |  |
| -------------- | ---------------------------- | -------------- | ------------ | ------------ | ----------- | ----------- |  |
|                | Gilbert Biessy sortant réélu | PCF            | 11 314       | 27,86        | 22 415      | 100,00      |  |
|                | Claudette Chesne             | PS             | 8 478        | 20,88        | Retrait     | Retrait     |  |
|                | Marie-Thérèse Phion          | RPR            | 7 264        | 17,89        |             |             |  |
|                | Georges Theil                | FN             | 6 457        | 15,90        |             |             |  |
|                | Marie-France Monnery         | GÉ             | 1 737        | 4,28         |             |             |  |
|                | Claude Detroyat              | LO             | 1 496        | 3,68         |             |             |  |
|                | Yves Delmonte                | LCR            | 1 417        | 3,49         |             |             |  |
|                | Yann Dolias                  | US4J           | 1 089        | 2,68         |             |             |  |
|                | Édouard Ytournel             | CNIP (LDI)     | 918          | 2,26         |             |             |  |
|                | Joëlle Lieutaud              | Divers droite  | 340          | 0,84         |             |             |  |
|                | Lucia Espinosa Sanjulian     | Divers         | 102          | 0,25         |             |             |  |
|                |                              |                |              |              |             |             |  |
| Inscrits       | Inscrits                     | Inscrits       | 64 807       | 100,00       | 64 807      | 100,00      |  |
| Abstentions    | Abstentions                  | Abstentions    | 22 516       | 34,74        | 31 688      | 48,9        |  |
| Votants        | Votants                      | Votants        | 42 291       | 65,26        | 33 119      | 51,1        |  |
| Blancs et nuls | Blancs et nuls               | Blancs et nuls | 1 679        | 3,97         | 10 704      | 32,32       |  |
| Exprimés       | Exprimés                     | Exprimés       | 40 612       | 96,03        | 22 415      | 67,68       |  |

Le suppléant de Gilbert Biessy était Alfred Gryelec.

### Élections de 2002
| Candidat       | Candidat                     | Parti            | Premier tour | Premier tour | Second tour | Second tour |  |
| Candidat       | Candidat                     | Parti            | Voix         | %            | Voix        | %           |  |
| -------------- | ---------------------------- | ---------------- | ------------ | ------------ | ----------- | ----------- |  |
|                | Gilbert Biessy sortant réélu | PCF (PS, PRG)    | 17 515       | 41,86        | 22 064      | 60,79       |  |
|                | Christine Savoureux          | UMP              | 11 310       | 27,03        | 14 231      | 39,21       |  |
|                | Rachel Beaudoin              | FN               | 5 022        | 12           |             |             |  |
|                | Lionel Coiffard              | Les Verts        | 2 089        | 4,99         |             |             |  |
|                | Jean-Pierre Luppi            | ND               | 1 276        | 3,05         |             |             |  |
|                | Véronique Boissy-Maurin      | Pôle républicain | 1 034        | 2,47         |             |             |  |
|                | Yves Delmonte                | LCR              | 993          | 2,37         |             |             |  |
|                | Adeline Petrovitch           | LT-LNÉ           | 539          | 1,29         |             |             |  |
|                | Chantal Gomez                | LO               | 535          | 1,28         |             |             |  |
|                | Jean-Placide Tsoungui        | Divers gauche    | 510          | 1,22         |             |             |  |
|                | Annie Guidici                | MNR              | 463          | 1,11         |             |             |  |
|                | Corinne Michel               | GÉ               | 312          | 0,75         |             |             |  |
|                | Dominique Spinella           | CPNT             | 243          | 0,58         |             |             |  |
|                |                              |                  |              |              |             |             |  |
| Inscrits       | Inscrits                     | Inscrits         | 66 002       | 100,00       | 66 002      | 100,00      |  |
| Abstentions    | Abstentions                  | Abstentions      | 23 381       | 35,42        | 28 474      | 43,14       |  |
| Votants        | Votants                      | Votants          | 42 621       | 64,58        | 37 528      | 56,86       |  |
| Blancs et nuls | Blancs et nuls               | Blancs et nuls   | 780          | 1,83         | 1 233       | 3,29        |  |
| Exprimés       | Exprimés                     | Exprimés         | 41 841       | 98,17        | 36 295      | 96,71       |  |

La suppléante de Gilbert Biessy était Michelle Veyret, adjointe au maire de Saint-Martin-d'Hères.

### Élections de 2007
| Candidat       | Candidat            | Parti          | Premier tour | Premier tour | Second tour | Second tour |  |
| Candidat       | Candidat            | Parti          | Voix         | %            | Voix        | %           |  |
| -------------- | ------------------- | -------------- | ------------ | ------------ | ----------- | ----------- |  |
|                | Christine Savoureux | UMP            | 12 150       | 28,91        | 16 418      | 39,67       |  |
|                | Michel Issindou élu | PS             | 9 526        | 22,67        | 24 973      | 60,33       |  |
|                | Renzo Sulli         | diss. PCF      | 5 734        | 13,65        |             |             |  |
|                | René Proby          | PCF            | 4 334        | 10,31        |             |             |  |
|                | Xavier Denizot      | UDF–MoDem      | 3 545        | 8,44         |             |             |  |
|                | Lionel Coiffard     | Les Verts      | 1 691        | 4,02         |             |             |  |
|                | Isabelle Ove        | FN             | 1 619        | 3,85         |             |             |  |
|                | Roseline Vachetta   | LCR            | 1 005        | 2,39         |             |             |  |
|                | Jacques Colliard    | MPF            | 836          | 1,99         |             |             |  |
|                | Bernard Cancellata  | LT-LNÉ         | 543          | 1,29         |             |             |  |
|                | Chantal Gomez       | LO             | 300          | 0,71         |             |             |  |
|                | Abdelkader Benyou   | Divers         | 255          | 0,61         |             |             |  |
|                | Marie-Louise Vadot  | MNR            | 252          | 0,6          |             |             |  |
|                | Rachel Coste        | Divers         | 232          | 0,55         |             |             |  |
|                | Françoise Joseph    | Divers         | 0            | 0            |             |             |  |
|                |                     |                |              |              |             |             |  |
| Inscrits       | Inscrits            | Inscrits       | 73 047       | 100,00       | 73 044      | 100,00      |  |
| Abstentions    | Abstentions         | Abstentions    | 30 447       | 41,68        | 30 702      | 42,03       |  |
| Votants        | Votants             | Votants        | 42 600       | 58,32        | 42 342      | 57,97       |  |
| Blancs et nuls | Blancs et nuls      | Blancs et nuls | 578          | 1,36         | 951         | 2,25        |  |
| Exprimés       | Exprimés            | Exprimés       | 42 022       | 98,64        | 41 391      | 97,75       |  |

### Élections de 2012
| Candidat       | Candidat                      | Parti                    | Premier tour | Premier tour | Second tour | Second tour |  |
| Candidat       | Candidat                      | Parti                    | Voix         | %            | Voix        | %           |  |
| -------------- | ----------------------------- | ------------------------ | ------------ | ------------ | ----------- | ----------- |  |
|                | Michel Issindou sortant réélu | PS                       | 16 241       | 38,40        | 24 805      | 65,35       |  |
|                | Magalie Vicente               | UMP                      | 7 938        | 18,77        | 13 155      | 34,65       |  |
|                | Renzo Sulli                   | PCF (FG) (Divers gauche) | 6 930        | 16,38        |             |             |  |
|                | Marie de Kervereguin          | FN (RBM)                 | 6 828        | 16,14        |             |             |  |
|                | Maryse Oudjaoudi              | EÉLV                     | 1 680        | 3,97         |             |             |  |
|                | Xavier Denizot                | Divers centre (CpF) ,    | 730          | 1,73         |             |             |  |
|                | Hervé Nifenecker              | MRC                      | 404          | 0,96         |             |             |  |
|                | Louisa Messous                | PRV                      | 336          | 0,79         |             |             |  |
|                | Bernard Cancellata            | LT-LNÉ                   | 323          | 0,76         |             |             |  |
|                | Fabien Givernaud              | ALT (NPA, MOC)           | 267          | 0,63         |             |             |  |
|                | Manon Troussier               | DR                       | 244          | 0,58         |             |             |  |
|                | Chantal Gomez                 | LO                       | 196          | 0,46         |             |             |  |
|                | Jérôme Boetti                 | AÉI                      | 178          | 0,42         |             |             |  |
|                |                               |                          |              |              |             |             |  |
| Inscrits       | Inscrits                      | Inscrits                 | 75 155       | 100,00       | 75 160      | 100,00      |  |
| Abstentions    | Abstentions                   | Abstentions              | 32 396       | 43,11        | 36 062      | 47,98       |  |
| Votants        | Votants                       | Votants                  | 42 759       | 56,89        | 39 098      | 52,02       |  |
| Blancs et nuls | Blancs et nuls                | Blancs et nuls           | 464          | 1,09         | 1 138       | 2,91        |  |
| Exprimés       | Exprimés                      | Exprimés                 | 42 295       | 98,91        | 37 960      | 97,09       |  |

### Élections de 2017
|                                                                         |                                                                         |                           |                           |                          |                          |
|                                                                         |                                                                         | Premier tour 11 juin 2017 | Premier tour 11 juin 2017 | Second tour 18 juin 2017 | Second tour 18 juin 2017 |
|                                                                         |                                                                         |                           |                           |                          |                          |
|                                                                         |                                                                         | Nombre                    | % des inscrits            | Nombre                   | % des inscrits           |
| Inscrits                                                                | Inscrits                                                                | 77 426                    | 100,00                    | 77 439                   | 100,00                   |
| Abstentions                                                             | Abstentions                                                             | 41 682                    | 53,83                     | 47 284                   | 61,06                    |
| Votants                                                                 | Votants                                                                 | 35 744                    | 46,17                     | 30 155                   | 38,94                    |
|                                                                         |                                                                         |                           | % des votants             |                          | % des votants            |
| Bulletins blancs                                                        | Bulletins blancs                                                        | 436                       | 1,22                      | 2 577                    | 8,55                     |
| Bulletins nuls                                                          | Bulletins nuls                                                          | 143                       | 0,40                      | 678                      | 2,25                     |
| Suffrages exprimés                                                      | Suffrages exprimés                                                      | 35 165                    | 98,38                     | 26 900                   | 89,21                    |
|                                                                         |                                                                         |                           |                           |                          |                          |
| Candidat Étiquette politique (partis et alliances)                      | Candidat Étiquette politique (partis et alliances)                      | Voix                      | % des exprimés            | Voix                     | % des exprimés           |
|                                                                         |                                                                         |                           |                           |                          |                          |
|                                                                         | Jean-Charles Colas-Roy La République en marche (Mouvement démocrate)    | 13 927                    | 39,60                     | 19 785                   | 73,55                    |
|                                                                         | Alexis Jolly Front national                                             | 4 426                     | 12,59                     | 7 115                    | 26,45                    |
|                                                                         | Taha Bouhafs La France insoumise                                        | 3 911                     | 11,12                     |                          |                          |
|                                                                         | David Queiros Parti communiste français                                 | 3 675                     | 10,45                     |                          |                          |
|                                                                         | Magalie Vicente Les Républicains (Union des démocrates et indépendants) | 3 031                     | 8,62                      |                          |                          |
|                                                                         | Pierre Verri Parti socialiste                                           | 2 362                     | 6,72                      |                          |                          |
|                                                                         | Élisabeth Letz Europe Écologie Les Verts                                | 1 144                     | 3,25                      |                          |                          |
|                                                                         | Bruno Lafeuille Debout la France                                        | 602                       | 1,71                      |                          |                          |
|                                                                         | Jean-Jacques Tournon Écologiste (Alliance écologiste indépendante)      | 395                       | 1,12                      |                          |                          |
|                                                                         | Liesse El Habbas Divers                                                 | 376                       | 1,07                      |                          |                          |
|                                                                         | Asra Wassfi Divers droite                                               | 329                       | 0,94                      |                          |                          |
|                                                                         | Chantal Gomez Lutte ouvrière                                            | 325                       | 0,92                      |                          |                          |
|                                                                         | Hervé Perez Divers (Union populaire républicaine)                       | 261                       | 0,74                      |                          |                          |
|                                                                         | Philippe Charlot Écologiste (Union des démocrates et des écologistes)   | 201                       | 0,57                      |                          |                          |
|                                                                         | Alexandre Gabriac Extrême droite (Civitas)                              | 200                       | 0,57                      |                          |                          |
| Source : Ministère de l'Intérieur - Deuxième circonscription de l'Isère |                                                                         |                           |                           |                          |                          |

### Élections de 2022
| Candidat                 | Candidat                 | Parti et coalition       | Nuance                   | Premier tour | Premier tour | Second tour | Second tour |
| Candidat                 | Candidat                 | Parti et coalition       | Nuance                   | Voix         | %            | Voix        | %           |
| ------------------------ | ------------------------ | ------------------------ | ------------------------ | ------------ | ------------ | ----------- | ----------- |
|                          | Cyrielle Chatelain       | EÉLV (NUPES)             | NUP                      | 12 003       | 33,52        | 16 992      | 52,13       |
|                          | Jean-Charles Colas-Roy   | LREM - TdP (ENS)         | ENS                      | 10 188       | 28,45        | 15 604      | 47,87       |
|                          | Chloé Bailly             | RN                       | RN                       | 6 474        | 18,08        |             |             |
|                          | Fabienne Sarrat          | LR (UDC)                 | LR                       | 1 732        | 4,84         |             |             |
|                          | Muriel Burgaz            | REC                      | REC                      | 1 452        | 4,05         |             |             |
|                          | Carole Condat            | GRS (FGR)                | DVG                      | 1 387        | 3,87         |             |             |
|                          | Grégory Manoukian        | MHAN (TUPLV)             | ECO                      | 869          | 2,43         |             |             |
|                          | Jérôme Rubes             | PCF diss.                | DVG                      | 646          | 1,80         |             |             |
|                          | Mohamed Gafsi            | ÉAC                      | ECO                      | 409          | 1,14         |             |             |
|                          | Chantal Gomez            | LO                       | DXG                      | 318          | 0,89         |             |             |
|                          | David Olivier            | PA                       | ECO                      | 317          | 0,89         |             |             |
|                          | Maxence Morand           | PP                       | REG                      | 16           | 0,04         |             |             |
|                          |                          |                          |                          |              |              |             |             |
| Votes valides            | Votes valides            | Votes valides            | Votes valides            | 35 811       | 98,36        | 32 596      | 93,97       |
| Votes blancs             | Votes blancs             | Votes blancs             | Votes blancs             | 419          | 1,15         | 1 544       | 4,45        |
| Votes nuls               | Votes nuls               | Votes nuls               | Votes nuls               | 178          | 0,49         | 546         | 1,57        |
| Total                    | Total                    | Total                    | Total                    | 36 408       | 100          | 34 686      | 100         |
| Abstention               | Abstention               | Abstention               | Abstention               | 42 175       | 53,67        | 43 915      | 55,87       |
| Inscrits / participation | Inscrits / participation | Inscrits / participation | Inscrits / participation | 78 583       | 46,33        | 78 601      | 44,13       |

### Élections de 2024
| Candidat                 | Candidat                 | Parti et coalition       | Nuances                  | Premier tour | Premier tour | Second tour | Second tour |
| Candidat                 | Candidat                 | Parti et coalition       | Nuances                  | Voix         | %            | Voix        | %           |
| ------------------------ | ------------------------ | ------------------------ | ------------------------ | ------------ | ------------ | ----------- | ----------- |
|                          | Cyrielle Chatelain       | LÉ (NFP)                 | UG                       | 22 185       | 42,17        | 30 855      | 62,07       |
|                          | Édouard Robert           | RN                       | RN                       | 16 043       | 30,50        | 18 854      | 37,93       |
|                          | Louve Carrière           | RE (ENS)                 | ENS                      | 10 114       | 19,23        | Retrait     | Retrait     |
|                          | Raphaële de Carvalho     | LR (UDC)                 | LR                       | 3 064        | 5,82         |             |             |
|                          | Chantal Gomez            | LO                       | EXG                      | 661          | 1,26         |             |             |
|                          | Bruno Lafeuille          | REC                      | REC                      | 540          | 1,03         |             |             |
|                          |                          |                          |                          |              |              |             |             |
| Votes valides            | Votes valides            | Votes valides            | Votes valides            | 52 607       | 97,78        | 49 709      | 92,77       |
| Votes blancs             | Votes blancs             | Votes blancs             | Votes blancs             | 898          | 1,67         | 3 136       | 5,85        |
| Votes nuls               | Votes nuls               | Votes nuls               | Votes nuls               | 295          | 0,55         | 739         | 1,38        |
| Total                    | Total                    | Total                    | Total                    | 53 800       | 100          | 53 584      | 100         |
| Abstention               | Abstention               | Abstention               | Abstention               | 25 415       | 32,08        | 25 652      | 32,37       |
| Inscrits / participation | Inscrits / participation | Inscrits / participation | Inscrits / participation | 79 215       | 67,92        | 79 236      | 67,63       |

#### Département de l'Isère
- La fiche de l'INSEE de cette circonscription : « Tableaux et Analyses de la deuxième circonscription de l'Isère », sur insee.fr, site de l'Institut national de la statistique et des études économiques (consulté le 10 juin 2007) [PDF]
- « Tous les députés du département de l'Isère depuis 1789 », sur assemblee-nationale.fr, site de l'Assemblée nationale française (consulté le 10 juin 2007)
- « Informations contentieuses sur le département de l'Isère (Élections législatives de 2002) »(Archive.org • Wikiwix • Archive.is • Google • Que faire ?), sur conseil-constitutionnel.fr, site du Conseil constitutionnel (consulté le 13 juin 2007)

#### Circonscriptions en France
- « Carte des circonscriptions législatives en France », sur assemblee-nationale.fr, site de l'Assemblée nationale française (consulté le 10 juin 2007)
- « Résultats électoraux officiels en France »(Archive.org • Wikiwix • Archive.is • Google • Que faire ?), sur interieur.gouv.fr, site du ministère de l'Intérieur (France) (consulté le 13 juin 2007)
- Description et Atlas des circonscriptions électorales de France sur http://www.atlaspol.com, Atlaspol, site de cartographie géopolitique, consulté le 13 juin 2007.